# Chathamiidae
Chathamiidae zijn een familie van schietmotten. De familie kent twee geslachten.